# Ruffin
Ruffin es un lugar designado por el censo del condado de Rockingham en el estado estadounidense de Carolina del Norte.